# Энергетика Крыма
Энергетика Крыма - является важной отраслью экономики полуострова. Полуостров обладает значительными запасами энергетических ресурсов и потенциалом возобновляемых источников. Ведется добыча газа и нефти, а также производство электроэнергии и тепла.
Энергетическая система Крыма сильно зависит от внешних поставок электроэнергии и нефтепродуктов. Уровень газификации полуострова составляет 82,5% (2023 год). На суше Крыма открыто 26 месторождений газа и нефти, а в Чёрном море - 8. Разведанные запасы этих месторождений составляют 15 млн тонн условного топлива.
После оккупации Крыма снизилась надёжность систем газоснабжения и электроснабжения. Возникла необходимость снижения энергетической зависимости Крыма от Украины. В 2015-2018 годах планировалось строительство двух газовых электростанций мощностью 940 МВт, а также кабельного перехода и газопровода через Керченский пролив.
Первая нитка энергомоста первой очереди была запущена 2 декабря 2015 года, а вторая нитка первой очереди - 15 декабря 2015 года. Таким образом, из материковой части России в Крым поставляется около 400 МВт электроэнергии. К маю 2016 года были запущены еще две нитки энергомоста второй очереди, что в итоге составило 800 МВт всей мощности энергомоста. Таким образом, энергосистема Крыма была физически подключена к Единой энергетической системе России.
29 декабря 2016 года управление крымской энергосистемой было передано Черноморскому региональному диспетчерскому управлению СО ЕЭС России. Третья нитка, мощностью 200 мегаватт, была введена 14 апреля 2016 года.
11 мая 2016 года в Крыму была запущена четвертая, последняя, нитка энергомоста. С запуском последней нитки энергомоста переток с материковой части России в Крым возрос до 800 мегаватт, что с учетом собственной генерации составило порядка 1270 мегаватт.
В рамках реализации проекта энергомоста были построены две новые подстанции ("Тамань" и "Кафа"), модернизированы и реконструированы пять действующих подстанций ("Кубанская", "Вышестеблевская", "Славянская", "Симферопольская", "Камыш-Бурун"), построено более 800 километров линий электропередачи напряжением 220-500 киловольт, проложено по дну Керченского пролива четыре цепи, состоящие из четырех кабельных линий, общей протяженностью 230 километров.

## Электроэнергетика
| Первичные энергоносители | 2012    | 2013    |
| ------------------------ | ------- | ------- |
| Атомные электростанции   | 46,97 % | 44,27 % |
| Тепловые электростанции  | 39,73 % | 40,34 % |
| Гидроэлектростанции      | 5,85 %  | 7,88 %  |
| Теплоэлектроцентрали     | 7,02 %  | 6,65 %  |
| Малые ГЭС                | 0,10 %  | 0,16 %  |
| Ветряные электростанции  | 0,14 %  | 0,36 %  |
| Солнечные электростанции | 0,18 %  | 0,32 %  |
| Биомасса                 | 0,01 %  | 0,02 %  |
| Другие                   | 0,00 %  | 0,0 %   |

В структуре потребления электроэнергии на население приходится 46 %, на промышленность — 17,6 %, на сельское хозяйство — 6,7 %.
В регионе отсутствуют сезонные колебания, что обычно не характерно для предприятий энергетической отрасли. В зимние месяцы увеличивается доля электроэнергии, расходуемой на освещение и отопление, летом возрастает потребление в курортной зоне и на нужды оросительных систем.
В часы утреннего максимума потребление на 2014 год достигает 1100 МВт, вечернего — 900 МВт Максимальная мощность собственной генерации 182 МВт (без учёта солнечной и ветряной генерации), мобильной — 337 МВт.
В октябре 2015 года мощность собственной генерации была увеличена до 500 МВт.
На 2017 год переток со стороны ОЭС Юга России составляет до 800 МВт, объем собственной генерации — порядка 160 МВт, генерация МГТЭС — порядка 300 МВт (общий объем выдаваемой мощности составляет до 1260 МВт, без учета альтернативных источников электроснабжения и РИСЭ); к этому году в Крыму были достигнуты многолетние максимумы энергопотребления: зимний — 1427 МВт, летний — 1249.
18 октября 2022 года, после начала вторжения России на Украину, электроэнергия, вырабатываемая Симферопольской, Сакской и Камыш-Бурунской теплоэлектростанциями, направлялась и направляется на нужды Херсонской и Запорожской областей.

### Производство электроэнергии
В 2020 году производство электроэнергии на полуострове составило 9,39 млрд кВт·ч, или 82 % от общего потребления (7920 млн кВт⋅ч). Дефицит электроэнергии покрывался за счет энергосистемы Краснодарского края.
По советским планам развития энергетики Крым должен был полностью обеспечивать себя за счёт собственной АЭС. Но после Чернобыльской аварии было принято решение отказаться от завершения строительства Крымской АЭС, несмотря на то, что готовность первого блока составляла 90 % и было завезено ядерное топливо. В 2014 году отказ от продолжения строительства был обусловлен отсутствием готовых проектов блоков малой и средней мощности.
| Первичные энергоносители | 2013      | 2013    | 2014      | 2014    | 2015      | 2015    | 2016      | 2016    | 2017      | 2017    | 2020      | 2020 |
| Первичные энергоносители | млн кВт·ч | %       | млн кВт·ч | %       | млн кВт·ч | %       | млн кВт·ч | %       | млн кВт·ч | %       | млн кВт·ч | %    |
| ------------------------ | --------- | ------- | --------- | ------- | --------- | ------- | --------- | ------- | --------- | ------- | --------- | ---- |
| Всего                    | 7128      | 100 %   | 5416,06   | 100 %   | 5158      | 100 %   | 7154      | 100 %   | 7442      | 100 %   | 9390      | 100% |
| Собственная генерация    | 1171      | 16,43 % | 1130,6    | 20,87 % | 1336      | 25,90 % | 2779      | 38,85 % | 2236      | 30,04 % | —         | —    |
| Теплоэлектроцентрали     | 828       | 11,62 % | 678,2     | 12,52 % | 708       | 13,73 % |           |         |           |         | —         | —    |
| МГТЭС                    | —         | —       | 169       | 3,13 %  | 165       | 3,20 %  |           |         |           |         | —         | —    |
| Возобновляемые источники | 343       | 4,81 %  | 280,3     | 5,17 %  | 462       | 8,96 %  |           |         |           |         | —         | —    |
| Ветряные электростанции  | 46        | 0,65 %  | 114,9     | 2,12 %  | 137       | 2,66 %  |           |         |           |         | —         | —    |
| Солнечные электростанции | 297       | 4,17 %  | 165,4     | 3,05 %  | 325       | 6,30 %  |           |         |           |         | —         | —    |

#### Мобильные газотурбинные станции
Весной 2014 года в Крыму были установлены мобильные газотурбинные станции: 9 станций были доставлены из олимпийского Сочи, ещё 4 неиспользуемые станции были привезены из Подмосковья. Затраты на их перемещение составили 2 млрд рублей.
20 сентября 2014 года произошло короткое замыкание и последующий пожар, в результате которого была повреждена и вышла из строя одна комплектная мобильная подстанция 110/10 кВ на Симферопольской МГТЭС.
В конце ноября 2015 года МГТЭС обеспечивали выработку 70% всей электроэнергии Крыма. Тогда же было принято решение о поставке двух дополнительных мобильных ГТЭС из Владивостока, принадлежащих ПАО «РАО ЭС Востока».  10 декабря силовой модуль первой станции был доставлен в Крым самолетом Ан-124 «Руслан», а 14 декабря вторым рейсом были доставлены модуль системы автоматического управления и силовой трансформатор мощностью 30 МВА. Эти меры позволили обеспечить надежное электроснабжение полуострова в условиях нестабильной ситуации. В результате, 14-я МГТЭС была запущена в работу 31 декабря на площадке «Севастопольская». 14 января 2016 года на площадке «Западно-Крымская» была запущена последняя, пятнадцатая МГТЭС.
С 24 сентября 2016 года МГТЭС работали в базовом режиме для обеспечения ремонтных работ на линиях электропередач, обеспечивающих переток мощности из ОЭС Юга. В марте на Западно-Крымской МГТЭС произошел пожар и одна установка была потеряна.
В 2017 году были доставлены еще 4 МГТЭС общей мощностью 90 МВт
По состоянию на 25 февраля 2023 года, все 18 МГТЭС исправны и работают в соответствии с командами диспетчера ГУП РК "Крымэнерго".
К концу сентября 2017 года общая выработка достигла 1925,6 млн кВт·ч. Мобильные станции включались в сеть по ПБР и команде дежурного диспетчера ЧРДУ 11 419 раз.. Суммарное время работы составило 113,1 тыс. часов.
Мобильные ГТЭС общей мощностью 405 МВт (18 × 22,5 МВт от Pratt & Whitney Power Systems, 75 тонн) размещаются на трех площадках возле одноименных подстанций и подключаются к распределительным устройствам 110 кВ.:
- «Симферопольская» (ПС 330/220/110 кВ «Симферопольская», село Денисовка — 6 МГТЭС).[27]
- «Севастопольская», ПС 330/220/110 кВ «Севастопольская», село Штурмовое: три станции были построены в 2014 году, одна — в 2015 году и две в 2017 году.[25]
- «Западно-Крымская» (ПС 330/110 кВ «Западно-Крымская», село Карьерное, Сакский район — 6 МГТЭС), четыре станции были введены в эксплуатацию в 2014 году, одна — в 2016 году[27] и одна — в 2017 году[25][28] , также в 2017 году была введена в эксплуатацию ГТУ-3[28].

#### Тепловые электростанции

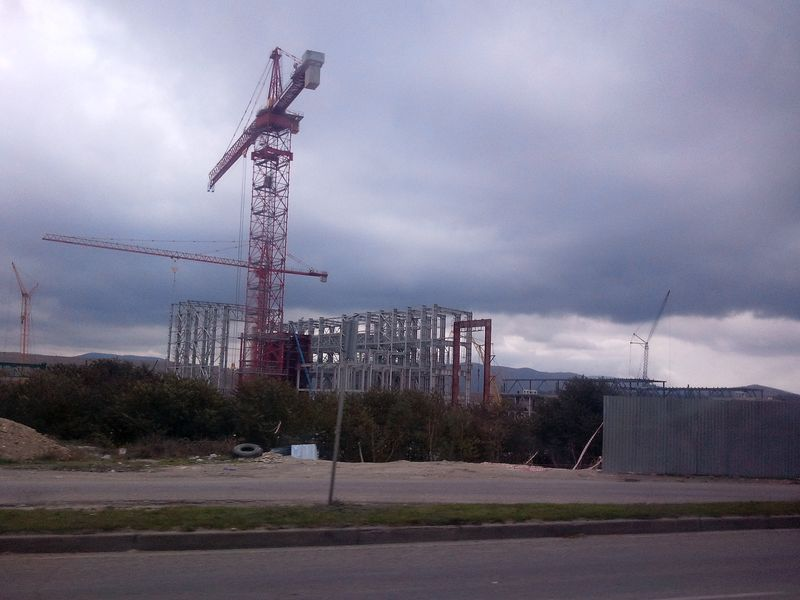
Строительство Севастопольской ТЭС. Октябрь 2016 г.

Тепловые электростанции, работающие на газе:
- Симферопольская ТЭЦ: 100 МВт[29], 490 Гкал/ч. Две газовые турбины Т-34/55-90 общей мощностью 230 МВт
- Севастопольская ТЭЦ: 33 МВт, 153,4 Гкал/ч
- Камыш-Бурунская ТЭЦ: 32 МВт, 174,9 Гкал/ч
- Сакская ТЭЦ: 149,4 МВт, 138 Гкал/ч
- ТЭЦ ПАО «Крымский содовый завод»: 11 МВт[30],
- ТЭЦ ЧАО «Крымский Титан»: 9,8 МВт[30]
- БКГПЭА-500: 0,5 МВт, 0,5 Гкал/ч. Расположена в Евпатории. Используется для автономного питания силового электрооборудования котельной. Тепловая энергия используется для горячего водоснабжения[31]

В 2015 году Симферопольская, Сакская и Камыш-Бурунская ТЭЦ были временно выведены из эксплуатации для проведения ремонтов. К концу июня были завершены ремонтные работы на Симферопольской ТЭЦ. Завершались работы в Саках, в сентябре должны были завершиться работы на Камыш-Бурунской электростанции.
В марте 2019 года введены в строй новые ТЭС:
- Балаклавская ТЭС: заказчиком является ОАО «Технопромэкспорт». Проектировщик — группа компаний «Тэпинжениринг». 15 мая 2015 года был выделен участок в районе Федюхиных высот[33]. Первый блок мощностью 235 МВт введён в работу (в пусконаладочном режиме) в октябре 2018 года[34][35];Второй блок Балаклавской ТЭС начал подавать энергию в сеть 28 декабря 2018 года[36]. Официальная церемония ввода в эксплуатацию состоялась 18 марта 2019 года[37]. Суммарная мощность — 470 МВт[38].
- Таврическая ТЭС: первый блок мощностью 235 МВт введён в работу (в пусконаладочном режиме) в октябре 2018 года[34][35]. Второй блок теплоэлектростанции вышел на номинальную мощность 28 декабря 2018[36]. Официальная церемония ввода ТЭС в эксплуатацию на полную мощность состоялась 18 марта 2019 года[11]. Два парогазовых блока по 235 МВт каждый, суммарная мощность — 470 МВт[38].

Планируется строительство:
- Джанкойская ТЭС 24 МВт;[39].
- Черноморская ТЭС 16 МВт[39].

#### Возобновляемые источники

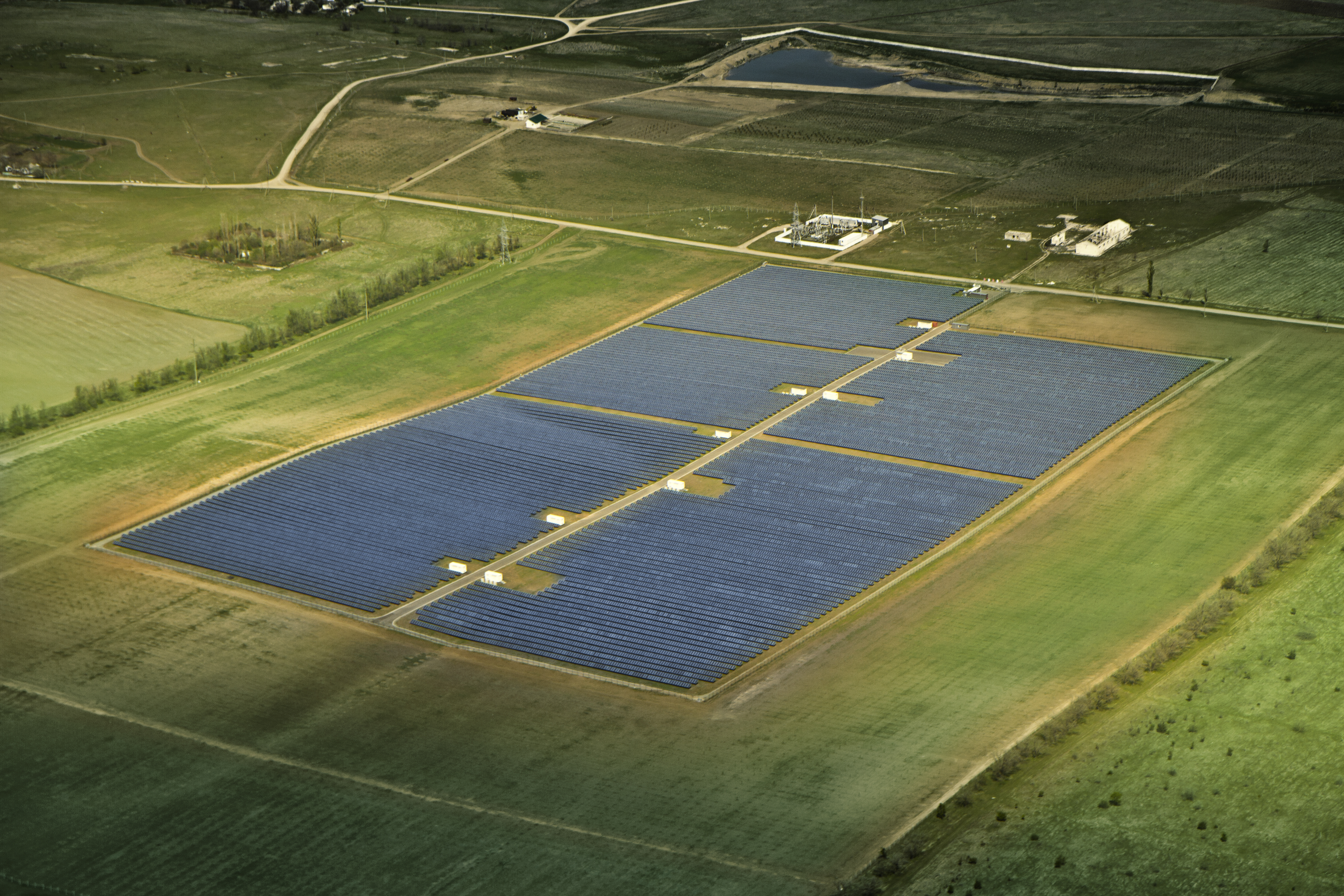
Первая в Крыму СЭС Родниковое

На полуострове в 2010—2012 годах были построены четыре солнечных парка: «Родниковое», «Охотниково», «Перово», «Митяево», общей мощностью 227,3 МВт.
До апреля 2014 года альтернативная энергетика Крыма субсидировалась за счёт «зелёного тарифа», когда электроэнергия у производителя покупалась на порядок дороже, чем за неё платил потребитель. После отказа руководства Крыма от завышенных тарифов солнечные станции были остановлены до августа — когда производители электроэнергии согласились снизить цену с 14,5 до 3,42 рублей за кВт·ч. При этом тариф для населения составлял от 0,95 до 3,26 рублей, для предприятий — от 3,3 до 4,22 рублей за кВт·ч.
В сентябре 2014 года общая фактическая мощность солнечных электростанций составляла 160—180 МВт, ветрогенераторов — до 50 МВт, при установленной мощности солнечных электростанций 227,3 МВт, ВЭС — 87 МВт.

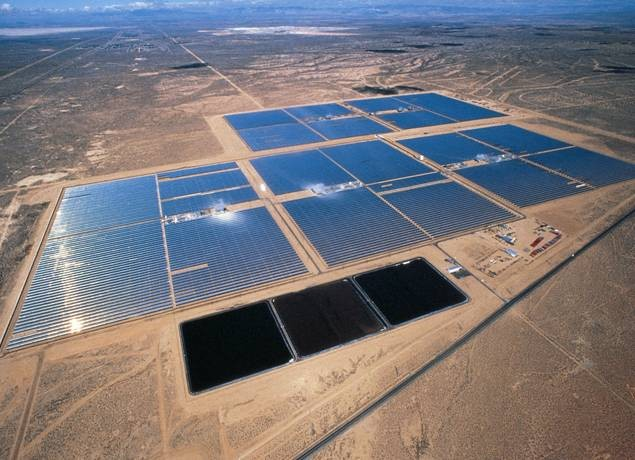
СЭС Владиславовка

Ранее построенная СЭС «Николаевка» была введена в эксплуатацию в 2015 году. Ввод в эксплуатацию СЭС «Владиславовка» был отложен из-за необходимости выдачи новых технических условий с учётом строительства энергомоста и подстанции «Кафа».
В Крыму действует мини-ГЭС на Партизанском водохранилище, вырабатываемая электроэнергия расходуется на нужды насосной станции водоснабжения.

#### Дизель-генераторные установки
Кроме мобильных газотурбинных станций в Крыму были размещены 1,5 тыс. дизель-генераторов общей мощностью 310 МВт, в том числе 215 дизель-генераторов общей мощностью 32 МВт в Севастополе. В отличие от МГТЭС они не подключены к сети Крымэнерго, а используются в аварийном режиме для автономного снабжения социально-значимых объектов. В некоторых случаях удалось реализовать механизм перехода социальных объектов на ДГУ для сокращения веерных отключений в часы пик.
В конце 2015 года число генераторов было увеличено до 2168, также было принято решение о передачи генераторов на баланс ГУП «Крымские генерирующие системы». В феврале 2016 года 152 генератора находилось в нерабочем состоянии. К марту 2016 году в Республике Крым насчитывалось 2223 автономных генератора.
Отсутствие унификации затрудняет ремонт дизель-генераторов, требует работы с десятками поставщиков.
Дизель-генераторы сложны и дорогостоящи в эксплуатации и обслуживании, экономически более эффективной альтернативой для покрытия дефицита в утренние и вечерние часы пик является замена ламп накаливания на светодиодные. В первом проекте — больнице им. Семашко сокращение потребления составило 0,53 МВт. Правительство Крыма рассматривает возможность перевода государственных учреждений на светодиодное освещение и призывает к этому жителей.

## Нефтегазовый сектор
Первое месторождение природного газа в Крыму с промышленными запасами было открыто в ноябре 1960 года. В 1965 году было подготовлено к разработке Глебовское газоконденсатное месторождение с запасами объёмом 4,6 млрд м³.
Разработка месторождений ведётся Крымским республиканским предприятием «Черноморнефтегаз» Крымгазсети . В 1999 году запасы газа в Северо-Казантипском месторождении оценивались в 18-20 миллиардов кубометров.
Потребление газа примерно равно его добыче: 1,5—1,6 млрд кубометров в год. Подземное газохранилище помогает решить проблему дефицита в отопительный сезон: пиковое потребление в отопительный период достигает 10…12 млн м³ при среднесуточной добыче 5,3 млн м³.

### Газотранспортная система
7 октября 1966 года Министерство газовой промышленности Советского Союза ввело в эксплуатацию магистральный газопровод «Глебовка — Симферополь» протяжённостью 102,4 км. Газификация Крыма продолжилась со строительством газопроводов: «Симферополь — Севастополь», «Джанкой — Симферополь», «Армянск — Джанкой», «Бахчисарай — Ялта». В 1992 году введён в эксплуатацию магистральный газопровод «Красноперекопск — Глебовское ПХГ» протяжённостью 97 км диаметром 1020/10, который закольцевал газотранспортную систему Крыма.
Действующая газотранспортная система Крыма включает в себя свыше 1800 км газопроводов, из них 950 км магистральных и 410 км морских. Есть связь с газотранспортной системы Украины. За 2013 год было перекачано около 1,6 млрд м³ местного природного газа.
Основные газопроводы:
- Черноморский шельф — Глебовское ПХГ — Симферополь — Севастополь;
- Перекоп — Джанкой — Симферополь — Севастополь, с отводом на Ялту — Алушту;
- Джанкой — Феодосия — Керчь, с подводом от Азовского шельфа;
- Перекоп — Глебовское ПХГ

Узлы: Симферополь, Джанкой, Глебовка, Перекоп.
Строительство нового газопровода Керчь — Симферополь — Севастополь позволит замкнуть систему в кольцо.
В 2016 году уровень газификации по Крыму составлял 73 %: в городах — 86,4 %, в сельских районах — 46,2 %,
в 2017 году — 73,4 %.

### Подводный газопровод
В 2016 году построен подводный газопровод через Керченский пролив. Прежде всего газопровод позволяет обеспечить базовые электростанции в Симферополе и Севастополе, которые сданы в эксплуатацию в начале 2019 года.
Газопровод «Краснодарский край — Крым» берёт начало от Южного коридора. Общая длина газопровода составит 135 км, диаметр трубы — от 500 до 700 мм. На территории Керченского полуострова магистраль заходит в районе села Челядиново.
Ответвление расположено между компрессорными станциями «Русская» и «Казачья». Новый газопровод «Крым — Кубань» подсоединён к существующему трубопроводу Джанкой — Феодосия — Керчь. Пропускная способность составляет 4,4 млрд м³ в год, при плановой потребности Крыма 2,2 млрд м³ в год.
Работы начались в первой половине 2016 года.
В феврале 2015 года на кадастровую карту РФ были нанесены сведения о зоне, выделенной под строительство 250-км магистрального газопровода с отводами к Симферопольской и Севастопольской ТЭС. 27 декабря 2016 года было объявлено о введении газопровода в эксплуатацию.